# Adam-Philippe de Custine
Adam-Philippe, hrabě de Custine (4. února 1740 Mety – 28. srpna 1793 Paříž) byl francouzský generál.

## Život
Pocházel ze staré rodiny vysoké šlechty a vyznamenal se již v sedmileté válce tak, že mu osobně ministr války Choiseul svěřil velení pěšího pluku (kapitán). Zúčastnil se výpravy do Ameriky pod velením generála Rochambeau a tam se opět vyznamenal při dobytí Yorktownu (plukovník).
Po návratu do Francie byl povýšen do hodnosti maréchal de camp (cca generálmajor) a jmenován guvernérem Toulonu. Za lotrinskou šlechtu byl poslancem zasedání Generálních stavů a Národního shromáždění roku 1789 a zde vystupoval na straně liberálů. Zastával názor, že pro Francii je důležité obsadit levý břeh Rýna, jako přirozenou francouzskou hranici. Roku 1791 byl povýšen do hodnosti generálporučíka a o rok později obdržel velení v armádě rýnské pod velením maršála Lucknera. Pro svou nápadnou mohutnou ozdobu obličeje byl všeobecně přezdíván „general moustache“ (generál knír).
Dobyl Landau a obsadil strategicky významné weissenburské linie, dále obsadil Mohuč, Worms a Frankfurt. U Frankfurtu byl však spojeným vojskem pruským a hesenským poražen 2. prosince 1792. Poté byl v několika dalších srážkách poražen mezi Bingen a Bad Kreuznach a po porážce u Alzey vyklidil obsazené území a 31. března 1793 se stáhl do Landau. Poté byl pověřen vrchním velením severní armády (13. dubna 1793), ale ani zde nebyl úspěšný - při útoku na Queich 17. května 1793 utrpěl těžké ztráty a ustoupil.
Byl obviněn Maratem a Billaud-Varennem a předvolán před Výbor pro veřejné blaho do Paříže. Tam byl 14. srpna 1793 obžalován ze zrady republiky, zločinného spolčení s nepřítelem a degradován. Před soudem se statečně a chytře obhajoval, ale 27. srpna byl odsouzen k trestu smrti a o den později byl popraven. Jeho přání, aby syn Renaud-Philippe de Custine (nar. 1768), který sloužil u otce jako adjutant, očistil jméno otce uveřejněním korespondence, zůstalo nevyplněno, jelikož syn následoval svého otce na popraviště 4. ledna 1794. Teprve roku 1795 uveřejnil soukromou korespondenci Custineovu jeho další adjutant pozdější generál Baraguey d'Hilliers pod názvem „Mémoires posthumes du géneral francais comte de Custine, rédigés par un de ses aides de camp“. Custineův vnuk byl spisovatel Astolphe markýz de Custine.